# Ripasso

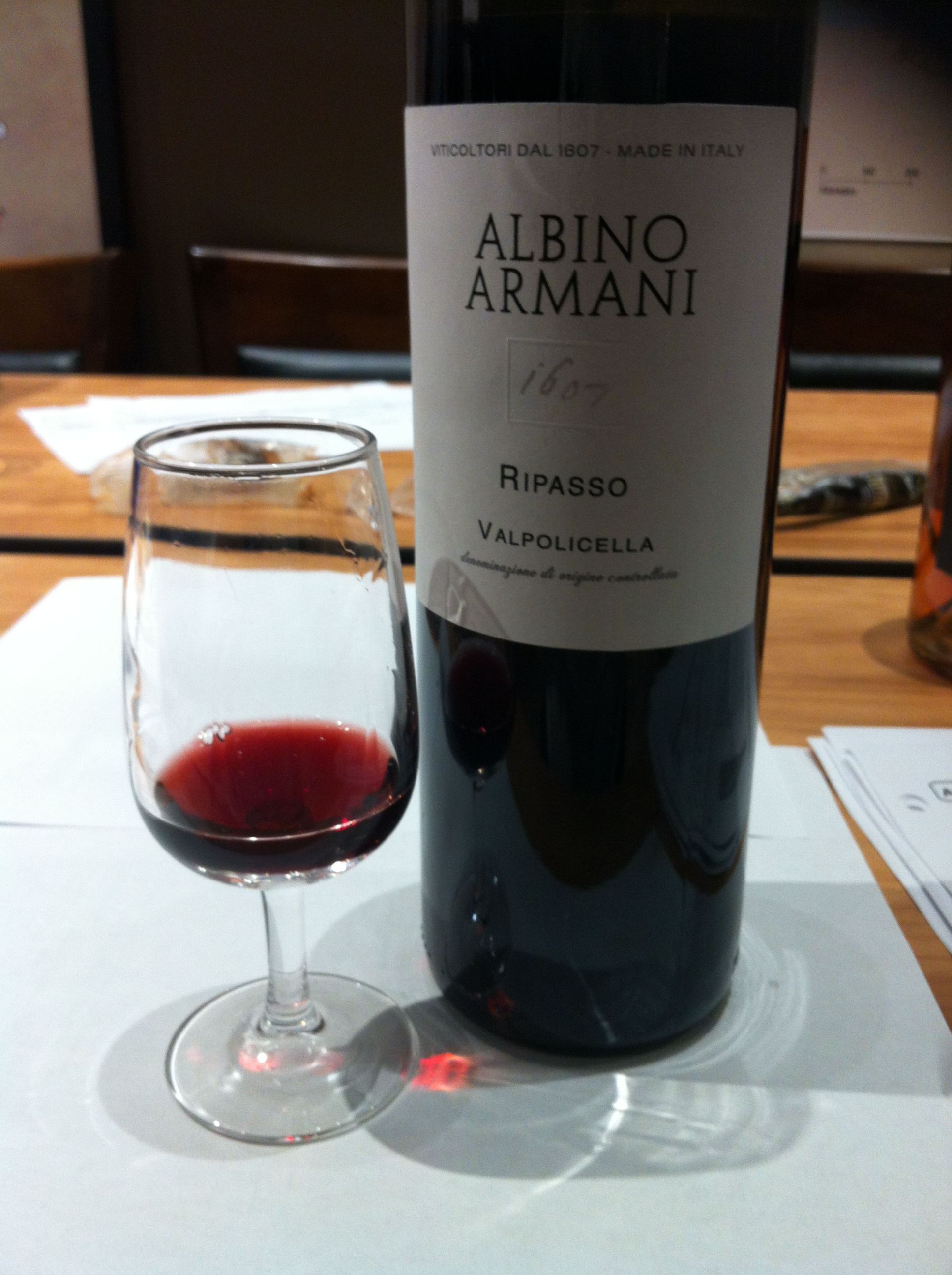
Ett ripassovin från Valpolicella.

Ripasso är en metod vid vinproduktion, med ursprung i Valpolicella i Veneto i Italien. Ripasso innebär att vinet jäser en andra gång, två till tre veckor, tillsammans med jästresterna från jäsningen av en Amarone. Därvid blir vinet kraftigare, får mer alkohol, tanniner och högre syra. Ripasso var länge registrerat och varumärkesskyddat av firman Masi men idag är det fritt att nyttja benämningen.
Ripasso har blivit populärt i Sverige och andra länder som en "lätt Amarone", då det dels är billigare, dels inte lika kraftigt som en Amarone, vilket gör det lättare att kombinera med mat. Men Ripasso har ändå en smak med riktning mot Amarones. 
Så gott som all Ripasso som säljs i Sverige kommer från Veneto och har sin bas i de vanliga Valpolicella-druvorna, framförallt Corvina, men även Rondinella och i vissa fall Molinara eller andra "minoritetsdruvor".